# Тетрафтороборат

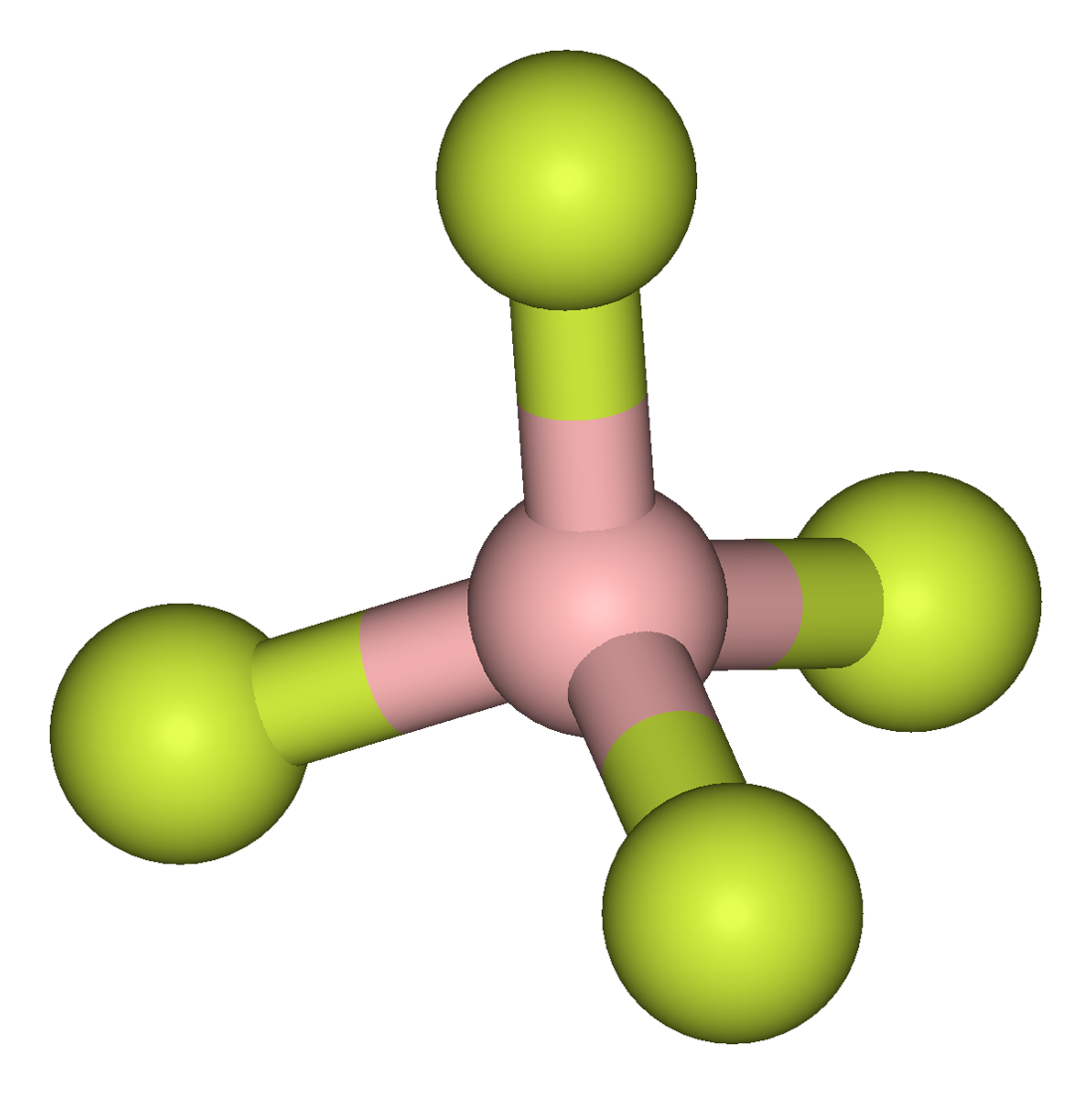
Структура тетрафторборатного аниона BF_4^{-}

Тетрафторобора́т — химическое соединение с анионом {\displaystyle {\ce {BF_4^{-}}}}. Тетрафторобораты представляют собой соли тетрафторборной кислоты{\displaystyle {\ce {H[BF4],}}}, существующей только в растворе в виде соединения {\displaystyle {\ce {H+[BF4]-}}}, где {\displaystyle {\ce {H+}}} — сольватированный протон.  Бор присутствует в степени окисления +3.
Анион {\displaystyle {\ce {BF_4^{-}}}} изоэлектронен таким образованиям, как тетрафторбериллат-ион {\displaystyle {\ce {BeF_4^{2-}}}}, тетрафторметан {\displaystyle {\ce {CF_4}}} и тетрафтораммоний. Также он валентно изоэлектронен ряду стабильных ионов, включая перхлорат-ион {\displaystyle {\ce {ClO_4^{-}}}}, используемый в тех же целях. Тетрафторбораты  образуются при реакции фторидов, включая фтороводород, с ведущим себя как кислота Льюиса трифторидом бора, или при обработке тетрафторборной кислоты основанием.

## Применение
Для ряда химических реакций требуются слабокоординирующие анионы, такие как тетрафторборат-ион и перхлорат-ион.  Однако перхлораты, в отличие от тетрафторборатов, могут образовывать взрывоопасные вещества при реакциях с участием органических соединений, особенно аминов.  С другой стороны,  ион {\displaystyle {\ce {BF_4^{-}}}}, в отличие от {\displaystyle {\ce {ClO_4^{-}}}}, может подвергаться гидролизу или иным способом утрачивать фторидный лиганд. Тем не менее, в силу соображений безопасности перхлораты практически перестали применяться в качестве слабокоординирующих анионов. Ион {\displaystyle {\ce {BF_4^{-}}}} также является легчайшим слабокоординирующим анионом, из-за чего он особенно часто применяется для приготовления катионных реагентов или катализаторов для использования в синтезе, при отсутствии других существенных различий в химических или физических факторах.
Анион {\displaystyle {\ce {BF_4^{-}}}} менее нуклеофилен и основен (и, следовательно, более слабо координирует), чем нитраты, галогениды или даже трифлаты. Таким образом, в реакциях с участием тетрафторборатов обычно участвует только катион. Анион {\displaystyle {\ce {BF_4^{-}}}} обязан своей инертностью двум факторам: во-первых, в его симметричной структуре отрицательный заряд равномерно распределен по четырем атомам; во-вторых, эти атомы являются высоко электроотрицательными атомами фтора, что ещё сильнее уменьшает основность аниона. Кроме того, соли, содержащие ион {\displaystyle {\ce {BF_4^{-}}}}, часто более растворимы в органических растворителях (липофильны), чем родственные им нитраты или галогениды.  
Тетрафторборат-иону родственны такие ионы, как гексафторфосфат {\displaystyle {\ce {PF_6^{-}}}} и гексафторстибат {\displaystyle {\ce {SbF_6^{-}}}}; эти ионы ещё более устойчивы к гидролизу и другим химическим реакциям, а их соли, как правило, более липофильны. 
Однако чрезвычайно реактивные катионы наподобие получаемых из Ti, Zr, Hf и Si, реагируют с анионом {\displaystyle {\ce {BF_4^{-}}}} и требуют применения ещё слабее координирующих анионов наподобие {\displaystyle {\ce {SbF_6^{-}}}}. Более того, в ряде других якобы «катионных» комплексов атом фтора на самом деле действует как связующий лиганд между бором и катионным центром. Например, было обнаружено, что комплекс золота [μ-(DTBM-SEGPHOS)(Au–BF 4) 2] содержит два мостика Au–F–B. 
Фторбораты переходных и тяжелых металлов производятся тем же способом, что и другие фторборатные соли; соответствующие соли металлов добавляются к прореагировавшим борной и плавиковой кислотам. Фторбораты олова, свинца, меди и никеля получают электролизом этих металлов в растворе, содержащем {\displaystyle {\ce {HBF_4}}}.

## Донор фторида
Несмотря на низкую реакционную способность, ион {\displaystyle {\ce {BF_4^{-}}}} иногда применяется в качестве источника фтора. Наиболее известным примером такой реакции является реакция Бальца-Шимана, по которой синтезируются арилфториды. Сообщалось, что эфирные и галопиридиновые аддукты HBF 4 являются эффективными реагентами для гидрофторирования алкинов.

## Примеры солей
Фторборат калия получают обработкой карбоната калия борной кислотой и плавиковой кислотой.
{\displaystyle {\ce {B(OH)_3 + 4HF = H[BF_4] + 3H_2O}}}
{\displaystyle {\ce {2H[BF_4] +K_2CO_3 = 2K[BF_4] + H_2O + CO_2}}}
Фторбораты щелочных металлов и ионов аммония кристаллизуются в виде водорастворимых гидратов, за исключением калия, рубидия и цезия .
Фторборат часто используют для изоляции высокоэлектрофильных катионов:
- гидратов протона;
- диазония ( {\displaystyle {\ce {ArN_2+}}} );
- триалкилгидроксония[англ.] , обладающего сильнейшими алкилирующими свойствами;
- нитрозония, являющегося одноэлектронным окислителем и реагентом нитрозилирования;
- нитрония[англ.], применяющегося в  нитровании;
- катионных металлоценов, таких как {\displaystyle {\ce {[Fe(C_5H_5)_2]^+}}};
- {\displaystyle {\ce {[Fe(C_5H_5)_2]^+}}}. [5]
- ряда катионов, содержащих связь N–F и являющихся электрофильными источниками фтора при фторировании;
- солей диарилбромония и диарилиодония;
- применяемых при удалении галогенидных групп солей серебра и таллия[6] (хотя соль таллия очень токсична). Большинство других тетрафторборатов переходных металлов существуют только в виде сольватов воды, спиртов, эфиров или нитрилов;
- Нитрильных комплексов переходных металлов, например, {\displaystyle {\ce {[Cu(NCCH_3)_4]^+}}};
- Имидазолия и формамидиния;
- Предшественников стабильных карбенов[англ.].